# Områdesförsamling
Områdesförsamling (finska: Alueseurakunta) är en term som används i Finland för en del av en evangelisk-luthersk församling. Lagstiftningen använder inte termen områdesförsamling, utan motsvarande term är församlingsdistrikt. Termen områdesförsamling används inte heller i alla storskaliga församlingar.
En områdesförsamling bör inte förväxlas med en kapellförsamling, eftersom en områdesförsamling ofta varken har kapell eller kaplan, utan istället en kyrka och en vanlig präst.

## Bildandet av en områdesförsamling
I samband med olika kommunsammanslagningar i Finland har även områdets församlingar sammanslagits. För att genomföra det praktiska arbetet i den nya stora församlingen har områdesförsamlingar bildats som nya enheter i områdena. Enligt kyrkolagstiftningen får det bara finnas en enda församlingsekonomi inom en kommuns område i Finland. Det innebär antingen att en församlings område omfattar hela kommunens område eller att flera församlingar (vanligtvis lokala församlingar, men i vissa tvåspråkiga kommuner en finskspråkig och en svenskspråkig församling) bildar en kyrklig samfällighet. Därmed medför kommunsammanslagningar alltid också förändringar i församlingsstrukturen.
Områdesförsamlingar är inte självständiga församlingar och har inget församlingsråd/kyrkoråd som beslutande organ. Verksamheten leds istället av den stora församlingen med stöd av områdesrådet. Områdesrådet har befogenhet att fatta beslut om vissa anslag och påverka anställningen av personal, men det slutgiltiga beslutet tas alltid av församlingsrådet eller kyrkofullmäktige.

### Exempel på områdesförsamlingar
Till exempel är Lojo församling delad i olika områdesförsamlingar. Områdesförsamlingar bildades år 2013 när flera mindre kommuner (Karislojo och Nummi-Pusula 2013 och Sammatti 2009) lades samman med Lojo stad. Lojo församling har tillsammans 5 områdesförsamlingar:
- Karislojo områdesförsamling (före detta Karislojo församling i tidigare Karislojo kommun)
- Nummis områdesförsamling (f.d. Nummis församling i Nummis)
- Pusula områdesförsamling (f.d. Pusula församling i Pusula)
- Sammatti områdesförsamling (f.d. Sammatti församling i Sammatti)
- Virkby områdesförsamling

Församlingens verksamhet leds av Lojo församlings kyrkoråd, men varje område har sina egna områdesråd. Områdesförsamlingarna är dock inte självständiga, även om områdesråden kan påverka verksamheten och i vissa fall besluta om användningen av medel. Därmed utgör Lojo församling med sina områden inte en kyrklig samfällighet, utan betraktas som en enda församling. Det innebär också att församlingen inte behöver ha de beslutande organen som krävs för en kyrklig samfällighet, utan församlingens beslutande organ fungerar som de i en vanlig församling.